# Краксні
Краксні (Cracinae) — підродина куроподібних птахів родини краксових (Cracidae). Включає 15 видів.

## Поширення
Представники роду трапляються в Південній Америці, лише один вид поширюється також в Центральній Америці, досягаючи Мексики.

## Роди
- Рід Кракс (Crax) Linnaeus 1758 (7 видів)
- Рід Міту (Mitu) Lesson 1831 (4 види)
- Рід Гоко (Nothocrax) Burmeister 1856 (1 вид)
- Рід Кракс-рогань (Pauxi) Temminck 1813 (3 види)